# 残留農薬等に関するポジティブリスト制度
残留農薬等に関するポジティブリスト制度（ざんりゅうのうやくとうにかんするポジティブリストせいど）とは、2003年の食品衛生法改正により、現在設定されている農薬、飼料添加物及び動物用医薬品（以下、「農薬等」と記す）の残留基準を見直し、基準が設定されていない農薬等が、一定量以上含まれる食品の流通を禁止する制度。

## 概要
2003年に制定された食品衛生法第11条第3項（現・第13条第3項）および厚生労働省の関係告示により規定され、2006年5月29日に施行された。ポジティブリスト本体すなわち指定農薬の一覧は、食品、添加物等の規格基準の第1 食品の部 A 食品一般の成分規格に掲載されている。
残留基準
厚生労働大臣により、食品の成分に係る規格が定められている799種の農薬等については、国際基準などを元に設定された「残留基準」を超えて残留する食品の流通を禁止。
一律基準
いずれの食品にも残留基準が定められていないもの、および一部の食品に残留基準が定められている農薬等が残留基準の定めのない食品に残留する場合については、「一律基準」として設定された0.01ppmを超えて残留する食品の流通を禁止。
対象外物質
農薬として使用され、食品に残留した場合であっても、摂取したことにより人体に影響を及ぼすおそれのないものについては本規定の対象外とすることとし、亜鉛、クエン酸など65種の農薬等が対象外物質として設定されている。

## 従前の制度
従来の規制の考え方は「ネガティブリスト制度」である。すなわち、様々な農薬の内、人体や環境等への影響危険度が懸念されるものを禁止もしくは規制すること。一方、それら以外の農薬は自由使用とされた。つまり、残留基準が設定されていた250種の農薬と33種の動物用医薬品以外の農薬等が残留していても、基本的に販売禁止などの規制はなかった。
しかし、化学工学とともに様々な新しい農薬が開発されてきたこと。それらに対する生物学的な安全性の知見は必ずしも追いついていない現状があること。ネガティブリスト制度である限り、規制は後追いにならざるを得ないこと。加えて、食の安全性に関する意識の高まりの機運の中、従来の制度が時代遅れであることが叫ばれていた。